# Bat Jam
Bat Jam (hebräisch בַּת יָם ‚Tochter des Meeres‘; arabisch بات يام; auch Bat Yam) ist eine Stadt in Israel im südlichen Großraum Tel Aviv am Mittelmeer.

## Geschichte

### Gründung und Entwicklung
Die Siedlung, aus der sich Bat Jam entwickelte, wurde 1926 südlich von Jaffa von Siedlern aus Tel Aviv gegründet. Den heutigen Namen erhielt der Ort 1937, vorher hieß er Bajit vaGan („Haus und Garten“). Bis zur israelischen Staatsgründung 1948 entwickelte sich Bat Jam – wie das benachbarte Cholon – nur langsam, weil es abseits der jüdischen Siedlungsgebiete lag und daher verstärkt arabischen Angriffen ausgesetzt war. Im Jahr 1958 erhielt Bat Jam den Status einer Stadtverwaltung.
Inzwischen hat sich Bat Jam zu einer der größten Siedlungen im Raum Tel Aviv entwickelt. Bekannt ist der Ort u. a. wegen seiner schönen Sandstrände. Entlang des Meeres wurden eine Promenade und viele Hotels gebaut. Die Stadt ist Teil der Metropolregion Gusch Dan und seit 2011 über die Bahnstrecke Tel Aviv–Pleschet mit mehreren Bahnhöfen erschlossen. Ab 2023 verkehrt auch die Rote Linie des Danqal-Stadtbahnsystems der Metropole Tel Aviv mit mehreren Halten im Stadtgebiet.

### Lynchversuch live im Fernsehen
Am 12. Mai 2021 zerrte ein Mob rechtsextremer Israelis nahe der Strandpromenade von Bat Jam einen Mann, von dem sie dachten, er sei ein Araber, aus seinem Auto und prügelte auf ihn ein, bis er reglos und blutig auf der Straße lag. Der Vorfall wurde live im israelischen Fernsehen übertragen, doch Polizei und Rettung trafen erst 15 Minuten später ein, während das Lynchopfer reglos dalag. Zuvor waren rechtsextreme Aktivisten durch Tel Aviv marschiert und hatten eine Reihe von arabischen Geschäften angegriffen. Die Randalierer schlugen Scheiben ein, warfen Gegenstände und riefen rassistische Slogans. Drei der mutmaßlichen Täter wurden unter anderem wegen Mordversuches und Terrorismus angeklagt.

### Israelisch-iranischer Krieg 2025
Bei einem iranischen Raketenangriff auf ein Wohngebiet sind am 15. Juni 2025 mindestens neun Menschen ums Leben gekommen, darunter zwei Kinder im Alter von acht und zehn Jahren. Rund 200 weitere Personen wurden verletzt.

## Einwohner

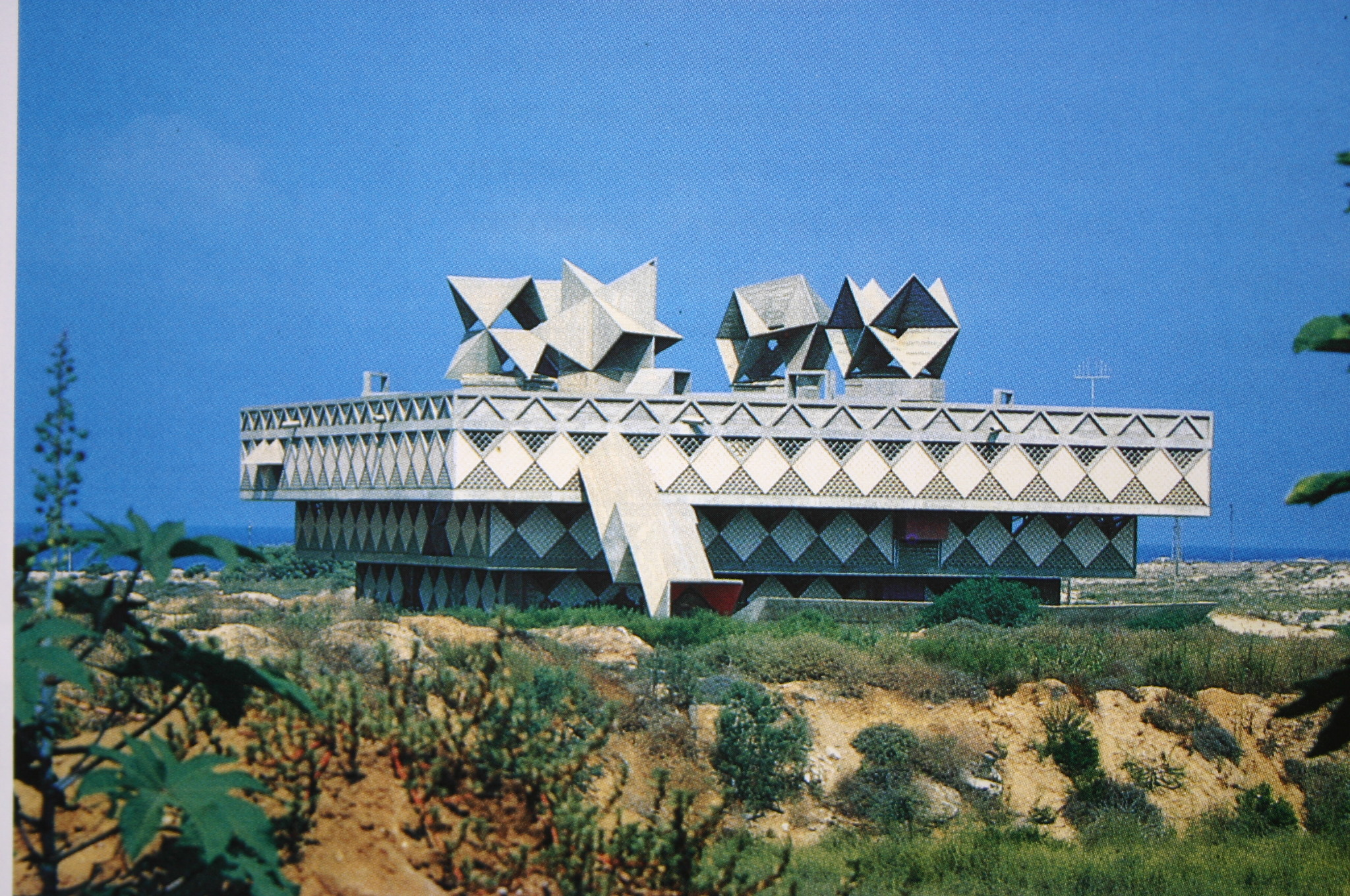
Das alte Rathaus Bat Jams von Alfred Neumann, Zvi Hecker und Eldar Scharon ist eine vielbeschriebene und -besuchte Ikone des Brutalismus.

Das israelische Zentralbüro für Statistik gibt bei den Volkszählungen vom 8. November 1948, 22. Mai 1961, 19. Mai 1972, 4. Juni 1983, 4. November 1995 und vom 28. Dezember 2008 für Bat Jam folgende Einwohnerzahlen an:
| Jahr      | 1948  | 1961   | 1972    | 1983    | 1995    | 2008    | 2015    | 2017    |
| --------- | ----- | ------ | ------- | ------- | ------- | ------- | ------- | ------- |
| Einwohner | 2.325 | 31.694 | 100.091 | 128.738 | 136.416 | 128.851 | 128.892 | 128.655 |

## Bürgermeister
- seit 2018 Zvika Brot[2]
- 2014–2018 Josi Bachar
- 2003–2014 Shlomo Lahiani, Awoda
- 1993–2003 Yehoshua Saguy, Likud
- 1983–1993 Ehud Kanmon
- 1978–1983 Menachem Rothschild
- 1977–1978 David Mesika
- 1973–1977 Yitzhak Walker
- 1963–1973 Menachem Rothschild
- 1958–1963 David Ben Ari

Vorsitzender der Gemeindeverwaltung:
- 1950–1958 David Ben Ari
- 1943–1950 Eliav Levai
- 1939–1943 Yisrael Rabinovich-Teomim
- 1937–1939 Yisrael Ben Zion
- 1936–1937 Mintz Ben Zion

## Kultur und Sehenswürdigkeiten
In Bat Jam befinden sich das David-Ben-Ari-Museum, das Rybak House und das Schalom-Asch-Museum, alle drei haben sich auf moderne beziehungsweise zeitgenössische Kunst spezialisiert und bilden zusammen den MoBY-Komplex. Der Komplex dient außerdem als Kulturstätte für nachbarschaftliche Veranstaltungen, Konferenzen oder Bildungsseminare.

## Söhne und Töchter der Stadt
- Yinon Magal (* 1969), Politiker
- Miri Ben-Ari (* 1978), Violinist
- Shay Abutbul (* 1983), Fußballspieler
- Gal Shish (* 1989), Fußballspieler

## Städtepartnerschaften
- Livorno (Italien) seit 1961
- Berlin-Neukölln (Deutschland) seit 1978
- Villeurbanne (Frankreich) seit 1979
- Valparaíso (Chile) seit 1980
- Aurich (Deutschland) seit 1987
- Kragujevac (Serbien) seit 1992
- Kutno (Polen) seit 1996
- Antalya (Türkei) seit 1997

## Bilder

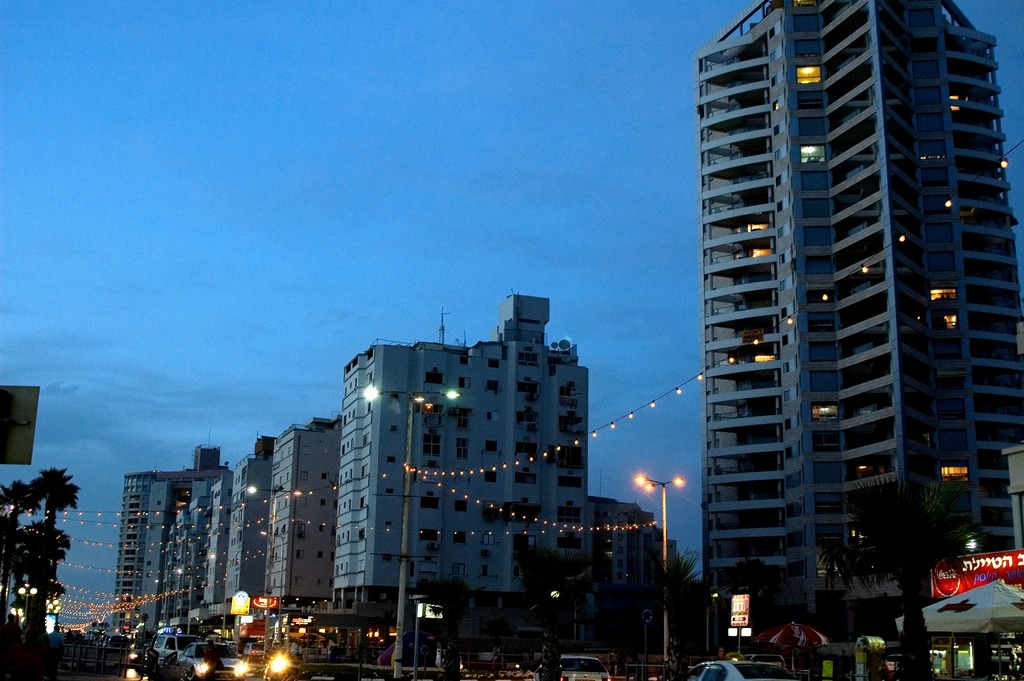
Bat Jam am Abend
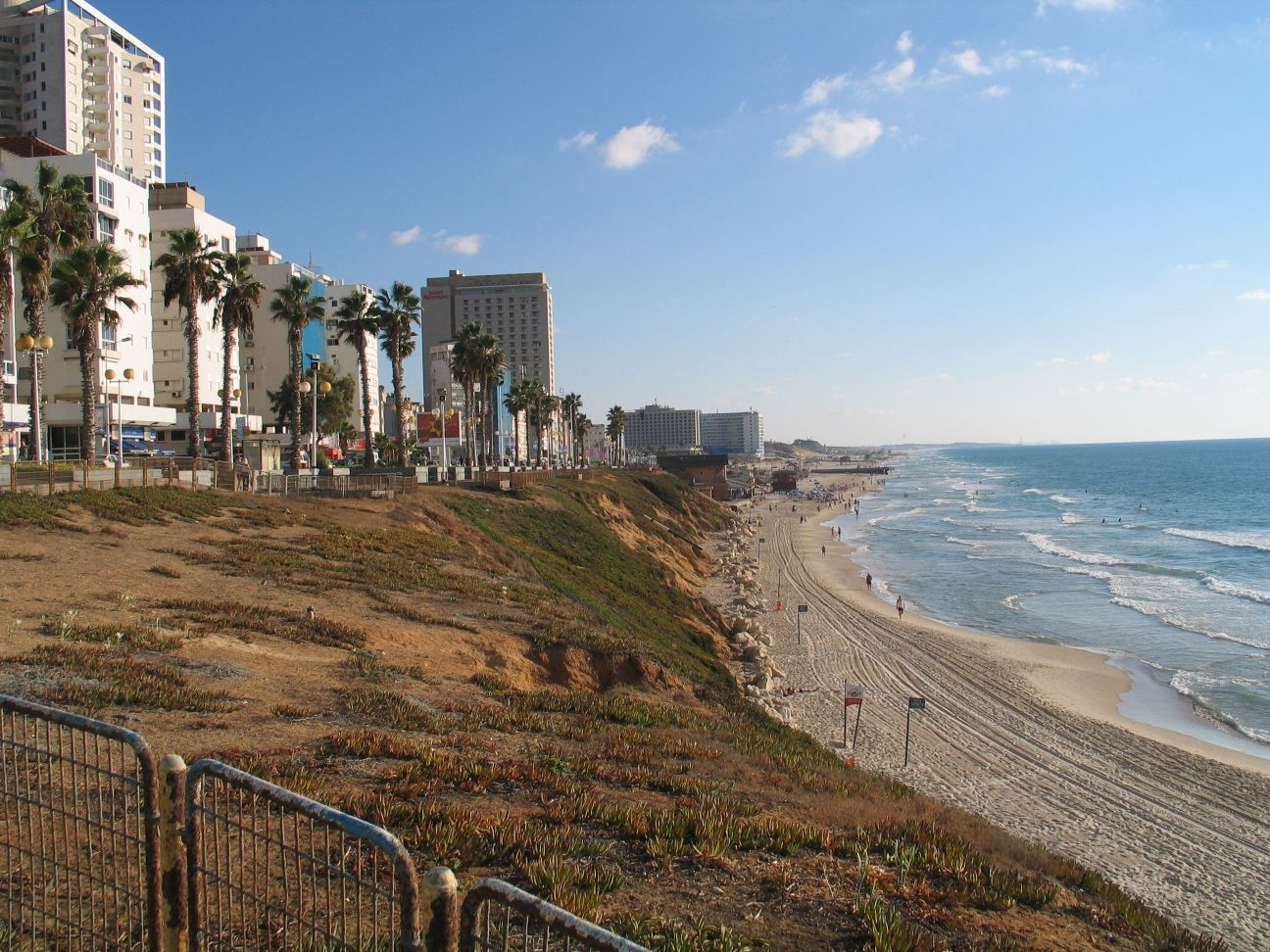
Südlicher Strand
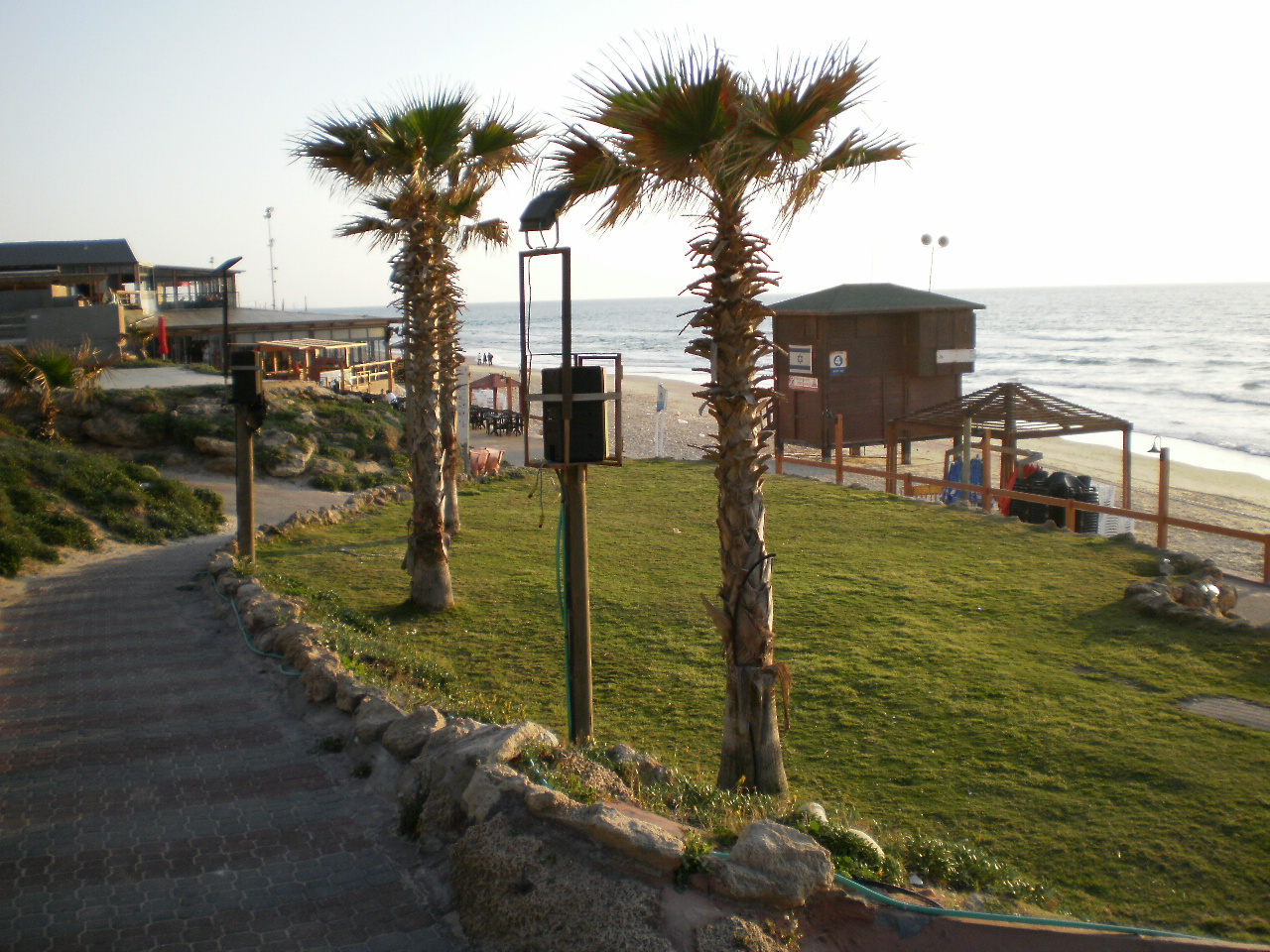
Strand von Bat Jam
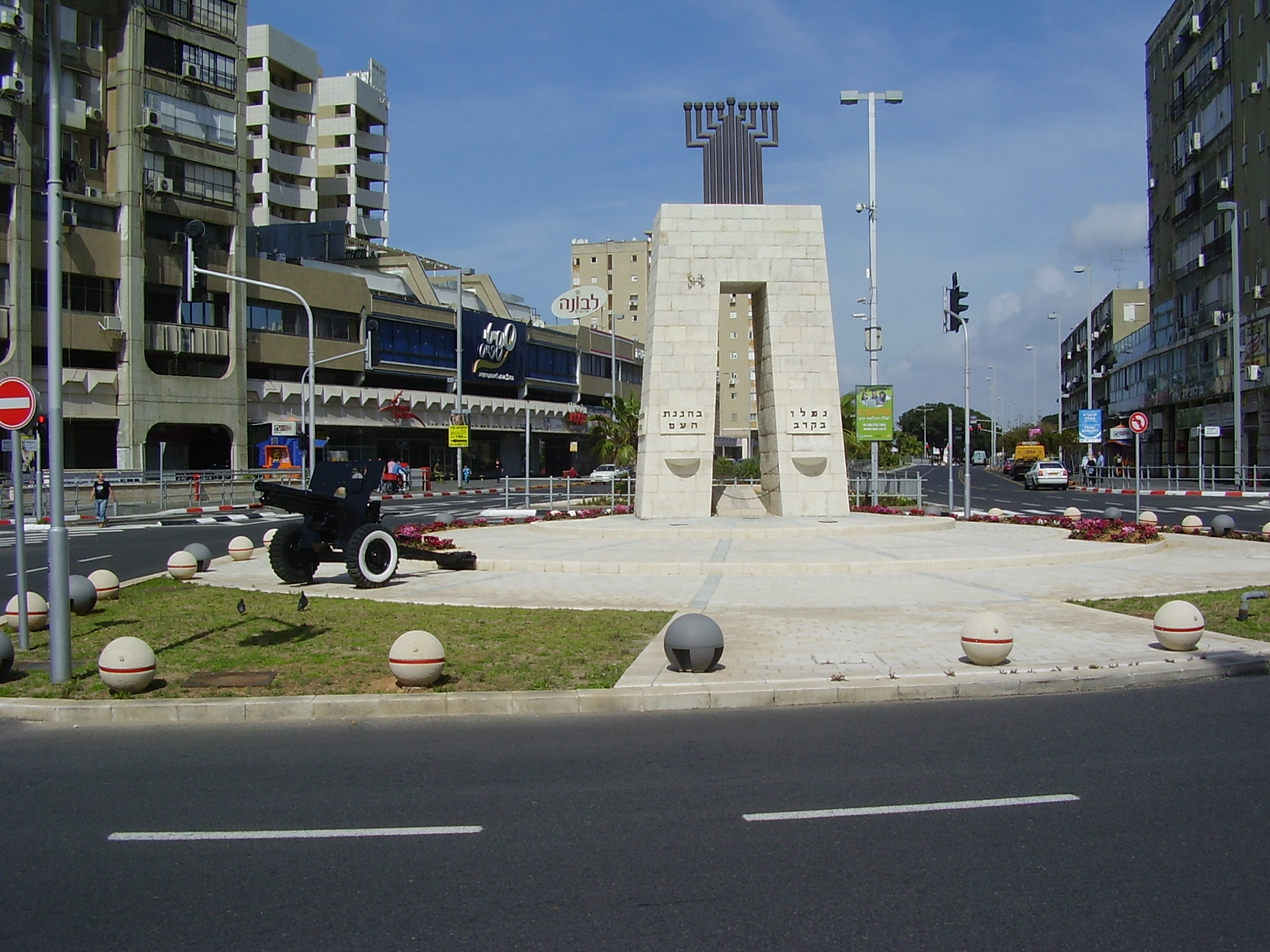
Denkmal zum Palästinakrieg von 1947
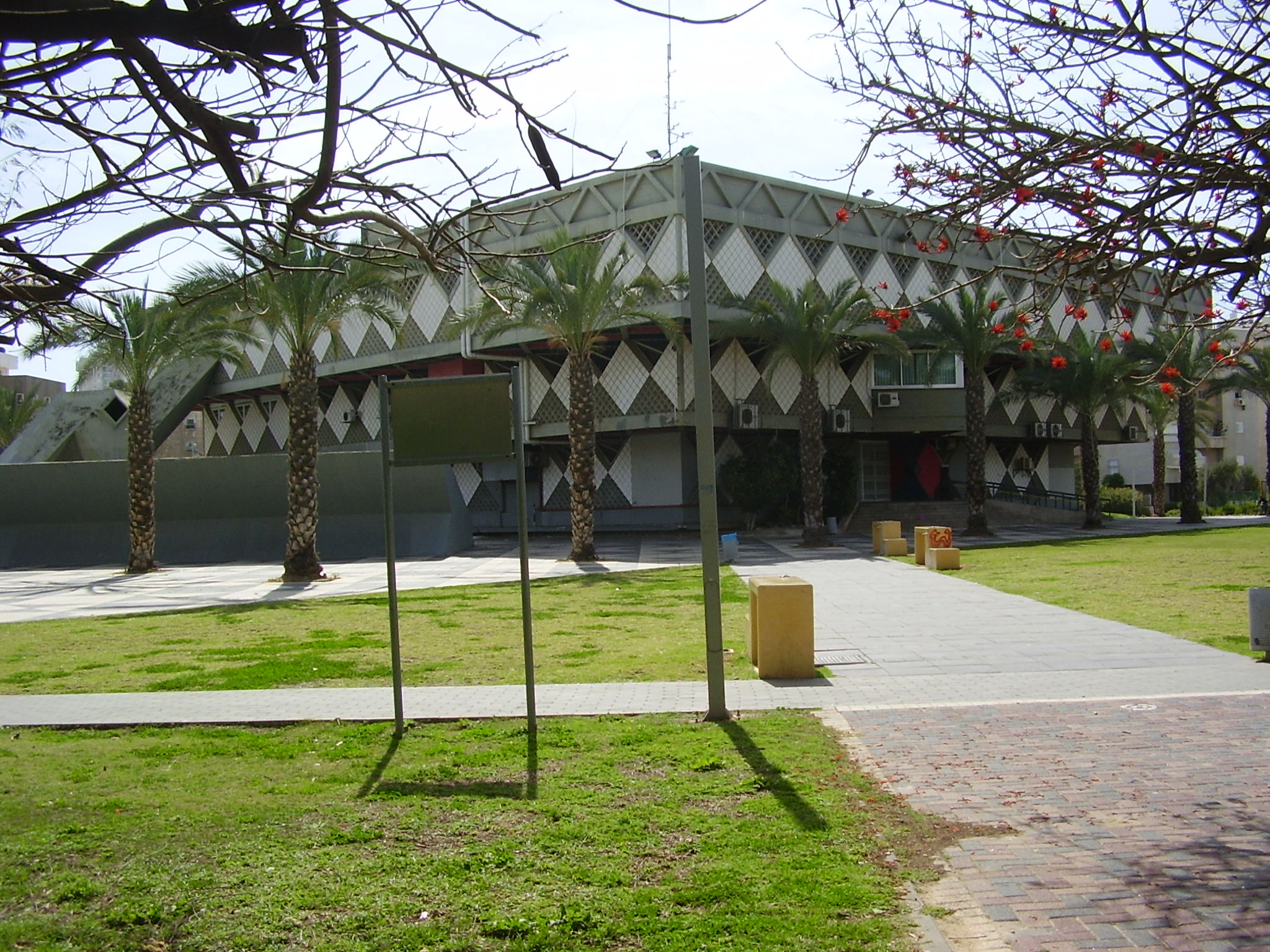
Gebäude der Stadtverwaltung
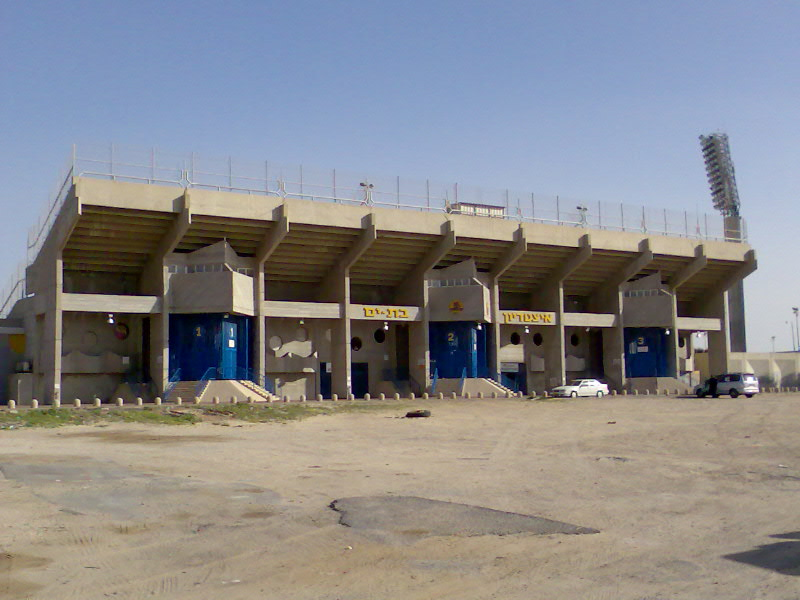
Sportstadion